# Edgar Degas
Edgar Degas eller Hilaire Germain Edgar Degas (født 19. juli 1834, død 27. september 1917) var en fransk maler og billedhugger.
Han anses som værende en af impressionisterne, men Degas opfattede sig selv mere som realist. Degas er kendt for modelstudier, ballet- og væddeløbsbilleder og motiver fra parisisk folkeliv, men også for sine bronzestatuetter af kvinder og heste, som Glyptoteket i København har en stor samling af.
Blandt Degas' hovedværker er Ballettimen (sv) (1874) og Absint (1876).

## Udstillinger i Danmark
Glyptoteket i København ejer flere af Degas' skulpturer. Kunstmuseet Ordrupgaard har endvidere en række værker i permanent udstilling.
| - Edgar Degas portrætteret - Selvportræt, 1855 - Fotografisk selvportræt, 1895 - Portræt, før 1902. Af Marcellin Desboutin († 1902)(fr) - Buste, 1907 Af Paul Paulin - En ældre Degas, 1915. Af Albert Bartholomé |

| - Infoboksens 'Kendte værker' - Unge spartanere træner, 1860 - Grev Lepic og hans døtre, 1870 - Ballettimen, 1871-74 - Efter badet. Kvinde tørrer nakken, 1898 |

| - Skulpturer - Dansere. Ny Carlsberg Glyptotek - Glyptoteket - Glyptoteket - Danser - Dansende pige - Spansk dans, ca. 1884 |

| - Malerier på Ny Carlsberg Glyptotek - Dansere i foyeren, ca. 1887-90 - Dansere i pink, 1884 - To dansere, ca. 1898 - Saint-Valery-sur-Somme, 1896-98 |

| - Andre værker af Edgar Degas, efter år - Broren Achille i kadetuniform, 1857 - Bellelli-familien (en), 1858-67 - Kvinde ved siden af blostervase, 1865 - Kunstsamleren, (The Collector of Prints) 1866 - James-Jacques-Joseph Tissot (1836-1902), 1867 - Édouard Manet og Suzanne Manet (Mme. Manet), 1868-69 - Operaorkestret, 1870 - Portræt af Mlle. Hortense Valpinçon, ca. 1871 - Classe de danse (en), 1871 - Balletøvelser, 1873 - Forprøve på scenen, 1874 - La classe de danse ('Ballettimen' ?), 1875 - Absint, 1876 - Café-koncerten: "La Chanson du chien" ('Hundesangen') 1875/77 (en) - Danser med blomster, 1878 - Sanger med handske, 1878 - Balletprøve på scenen, 1878-79 - To dansere, 1879 - Ventetid (en), 1880-82 - Før løbet (en), 1882-84 - Hattemagerforretningen (en), 1885 - Dansere ved barren, 1888 - Tre dansere i gule skørter, ca. 1891 - Dansere i blåt, 1897 - Hattemagerne, ca. 1898 - Ukrainske dansere, ca. 1899 |